# Rajd Grecji 1994
Rezultaty Rajdu Grecji - Akropolu (41. Acropolis Rally), eliminacji Rajdowych Mistrzostw Świata w 1994 roku, który odbył się w dniach 29-31 maja. Była to piąta runda czempionatu w tamtym roku.  

## Wyniki końcowe rajdu
| Msc.                   | Kierowca                | Pilot                  | Samochód                  | Czas                   | Strata                 | Grupa                  | Punkty                 |
| Klasyfikacja generalna | Klasyfikacja generalna  | Klasyfikacja generalna | Klasyfikacja generalna    | Klasyfikacja generalna | Klasyfikacja generalna | Klasyfikacja generalna | Klasyfikacja generalna |
| ---------------------- | ----------------------- | ---------------------- | ------------------------- | ---------------------- | ---------------------- | ---------------------- | ---------------------- |
| 1                      | Carlos Sainz            | Luis Moya              | Subaru Impreza 555        | 6:36.38                | 0.0                    | A8 M                   | 20                     |
| 2.                     | Armin Schwarz           | Klaus Wicha            | Mitsubishi Lancer Evo II  | 6:40.39                | +4.01                  | A8 M                   | 15                     |
| 3.                     | Juha Kankkunen          | Nicky Grist            | Toyota Celica Turbo 4WD   | 6:42.31                | +5.53                  | A8 M                   | 12                     |
| 4.                     | Alex Fiorio             | Vittorio Brambilla     | Lancia Delta HF Integrale | 6:50.58                | +14.20                 | A8                     | 10                     |
| 5.                     | Ari Vatanen             | Fabrizia Pons          | Ford Escort RS Cosworth   | 6:52.03                | +15.25                 | A8                     | 8                      |
| 6.                     | Malcolm Wilson          | Bryan Thomas           | Ford Escort RS Cosworth   | 6:59.25                | +22.47                 | A8 M                   | 6                      |
| 7.                     | Yoshio Fujimoto         | Arne Hertz             | Toyota Celica Turbo 4WD   | 7:09.30                | +32.25                 | A8 M                   | 4                      |
| 8.                     | Aris Vovos              | Kóstas Fertakis        | Lancia Delta HF Integrale | 7:19.15                | +42.37                 | A8                     | 3                      |
| 9.                     | Emil Triner             | Jiří Klíma             | Škoda Favorit 136L        | 7:37.02                | +1:00.24               | A5                     | 2                      |
| 10.                    | Pavel Sibera            | Petr Gross             | Škoda Favorit 136L        | 7:37.46                | +1:01.08               | A5                     | 1                      |
| PWRC                   |                         |                        |                           |                        |                        |                        |                        |
| 1 (11).                | Carlos Menem jr.        | Martin Christie        | Ford Escort RS Cosworth   | 7:42:21                | -                      | N4                     |                        |
| 2 (15).                | Thanassis Takanikos     | Ioánna Takanikou       | Mazda 323 GTX             | 8:12:51                | +30:30                 | N4                     |                        |
| 3 (16).                | Manolis Panagiotopoulos | Nikos Panou            | Nissan Sunny GTI-R        | 8:13:40                | +31:19                 | N4                     |                        |
| 2L WRC                 |                         |                        |                           |                        |                        |                        |                        |
| 1 (9).                 | Emil Triner             | Jiří Klíma             | Škoda Favorit 136L        | 7:37.02                | -                      | A5                     |                        |
| 2 (10).                | Pavel Sibera            | Petr Gross             | Škoda Favorit 136L        | 7:37.46                | +0:44                  | A5                     |                        |
| 3 (12).                | Stratis Hatzipanayiotou | Tonia Pavli            | Nissan Sunny GTi          | 7:43:02                | +6:00                  | A7                     |                        |

1. ↑  Litera M przy oznaczeniu grupy do której należy samochód oznacza, iż tylko ci kierowcy zdobywali punkty dla swoich zespołów liczonych w klasyfikacji producentów na koniec sezonu.

## Klasyfikacja po 5 rundach
Tabele przedstawiają tylko pięć pierwszych miejsc.

### Kierowcy
| Lp. | Kierowca          | Pkt |
| --- | ----------------- | --- |
| 1   | Juha Kankkunen    | 57  |
| 2   | Carlos Sainz      | 57  |
| 3   | Didier Auriol     | 47  |
| 4   | Massimo Biasion   | 30  |
| 5   | Francois Delecour | 20  |

### Producenci
| Lp. | Producent  | Pkt |
| --- | ---------- | --- |
| 1   | Toyota     | 91  |
| 2   | Subaru     | 78  |
| 3   | Ford       | 54  |
| 4   | Mitsubishi | 27  |